# 哈德利角
哈德利角（英語：Hadley Point）是南極洲的海岬，位於瑪麗伯德地，處於赫拉徹角東南面8公里的穆雷半島東北端，美國地質調查局根據測量和美國海軍拍攝的空中照片繪入地圖，現時由南極條約體系管理。